# Ruud Misdorp
Rudolf Antonius (Ruud) Misdorp (Den Haag, 3 juli 1952) is een voormalig Nederlands waterpolospeler.
Ruud Misdorp nam tweemaal deel aan de Olympische Spelen, in 1980 en 1984. Hij eindigde met het Nederlands team beide keren op de zesde plaats. In de competitie kwam Misdorp uit voor het Haagse ZIAN en speelde hij enige tijd voor AZC uit Alphen aan den Rijn.
Stan van Belkum · 
Wouly de Bie · 
Ton Buunk · 
Jan Jaap Korevaar · 
Nico Landeweerd · 
Aad van Mil · 
Ruud Misdorp · 
Dick Nieuwenhuizen · 
Eric Noordegraaf · 
Jan Evert Veer · 
Hans van Zeeland · 
 Ivo Trumbić (Bondscoach)
Johan Aantjes · 
Stan van Belkum · 
Wouly de Bie · 
Ton Buunk · 
Ed van Es · 
Anton Heiden · 
Nico Landeweerd · 
Aad van Mil · 
Ruud Misdorp · 
Dick Nieuwenhuizen · 
Eric Noordegraaf · 
Roald van Noort · 
Remco Pielstroom